# آدو آدویان
آدو گریگوری آدویان (ارمنی: Ադո Գրիգորի Ադոյան؛  زادهٔ ۱ سپتامبر ۱۹۰۵ - درگذشتهٔ ۱۹۸۶) دولتمرد و روزنامه‌نگار اهل ارمنستان بود.

## زندگی‌نامه
آدو آدویان در ۱ سپتامبر ۱۹۰۵ در خورگوم به دنیا آمد و از انستیتو پروفسوران سرخ مسکو (۱۹۳۶) فارغ‌التحصیل شد. او در «لنینیان اوغیوو» فعالیت می‌کرد. وی نماینده مجلس نیز بود. همچنین برندهٔ جوایزی همچون چهره فرهنگی شایسته ارمنستان شوروی شده است. آدویان در ۱۹۸۶ در سن ۸۱ سالگی در ایروان درگذشت.